# Клан Фут
Клан Фут (англ. Foot Clan ; також відомий, як Клан Великої Ноги і Клан Великоногих) — вигадана злочинна організація з медіафраншизи " Черепашки-ніндзя ", члени якої протистоять головним героям. Її очолює Шреддер, а у разі його відсутності — Караї . Коріння клану Фут росте з Феодальної Японії, а його основною базою є місто Нью-Йорк . Члени клану здійснюють різні види протизаконної діяльності, такі як: наркоторгівля, фальшивомонетництво, торгівля зброєю, вбивство, хакерство, крадіжка та тероризм .

## Створення та концепція
Клан Фут був створений сценаристами та художниками Кевіном Істменом і Пітером Лердом як пародія на клан злих ніндзя під назвою Рука з Marvel Comic, члени якого протистояли шибениці .

## Історія

### Mirage Studios
Клан Фут був заснований у Феодальній Японії двома людьми на ім'я Сато та Осі. У Teenage Mutant Ninja Turtles #47 Черепашки-ніндзя та хранителька часу Ренет перенеслися в попередній створення клану період. Там Рафаель зустрів Сато і Осі і, не знаючи про те, хто вони, навчив їх ниндзюцу . У той час як Черепашки повернулися свого часу, Сато та Осі вирішили слідувати Шляху Ніндзя. Осі заявив: «Ми ніколи більше не повинні згадувати про ці дивні панцирні істоти. Згодом, інші приєднаються до нас і ми станемо силою з якою будуть зважати. І оскільки кожна мандрівка починається з одного кроку. . . ми назвемо себе Фут» .
Клан Фут — найбільш небезпечний клан воїнів та вбивць у Японії. Хамато Йосі та Ороку Нагі були його членами аж до того моменту, коли вони не воювали за кохання Тенг Шен та Йосі був змушений убити Нагі. Зганьблений Йосі і Тенг Шен були змушені емігрувати до Нью-Йорка, тоді як молодший брат Нагі — Ороку Сакі — був прийнятий кланом і почав своє навчання, щоб стати нещадним ніндзя . Закінчивши навчання, Сакі вирушив до Нью-Йорка, заснувавши нью-йоркську філію клану. Під його керівництвом знадобився лише рік, щоб ця гілка стала впливовим і жахливим угрупованням.
Сакі жадав помсти за смерть свого брата і, діючи під ім'ям Шреддер, вистежив і вбив Йосі і Шен. Понад десять років Черепашки-ніндзя кинули Шреддеру виклик і билися з ним на даху, щоб помститися за Йосі. Шреддер доручив ніндзя клану Фут випробувати Черепах, проте ті не змогли впоратися з майстерністю мутантів і зазнали поразки. Потім Шреддер особисто бився з Черепахами і, хоча він був майстернішим воїном, зрештою загинув, впавши з даху будівлі з бомбою в руці . У пізніших випусках Шреддер був воскресений з метою помсти Черепахам, а потім знову відроджений як клон з черв'яків, прийнявши вигляд акули, перш ніж загинути назавжди.
Після смерті Шреддера американська філія клану розпалася, і ніндзя Фут вступили в конфронтацію з Елітною гвардією Шреддера. Караї, лідер клану Фут в Японії, приїхала до Нью-Йорка, щоб зупинити війну всередині клану під час подій City at War . Вона заручилася підтримкою Черепах в обмін на обіцянку, що клан Фут більше не мститиме за смерть Шреддера . Цей договір продовжив діяти у четвертому томі.
У четвертому томі клан Фут був найнятий Утромами, які відвідали Землю з дипломатичних цілях, оскільки останні вели беззбройну політику, тоді як Фут боролися фізично і досить добре натреновані. У якийсь момент у всьому світі клан Фут атакували таємничі воїни-ацтеки. Караї повідомила Леонардо, що нью-йоркська гілка клану — це все, що від них залишилося .
Логотип клана Фут є малюнок лівої ноги. У Tales of the Teenage Mutant Ninja Turtles #3-4 з'явилися Фути-Містики, які мали магічні здібності, будучи в змозі воскрешать мерців .

### Image Comics
У коміксах видавництва Image, події якого розгортаються після подій другого тому Mirage, проте згодом ігноруються в четвертому томі, між японською та нью-йоркською філією клану Фут склалися напружені стосунки. Караї, мабуть, була вбита . Група найманців Антуана Пузореллі вирізала керівництво нью-йоркського відділення в їхній власній штаб-квартирі, щоб помститися за зникнення онуки Пузореллі — Шедоу, яку раніше врятував Мікеланджело . Щоб відновити різанину, що розгорнулася, Рафаель одягнув мантію Шреддера, а потім поклявся відновити велич клану. Потім він зіткнувся з японським відділенням Фут та іншим претендентом на ім'я Шреддера Піміко, нібито дочкою Ороку Сакі, інтереси якої представляла Еліта Фут. Самим кланом керувала Рада П'яти, члени якої не поділяли видіння Караї. Рафаель боровся з Піміко за ім'я Шреддера та правом управління кланом, проте, незважаючи на вимоги Ради П'яти відмовився вбити її, здобувши перемогу в бою. У сюжеті фігурувала таємнича «Леді Шреддера», але через закриття серії 1999 року її особу не було встановлено. У разі продовження серії їй повинна була виявитися Караї, що вижила .

### Archie Comics
Зважаючи на те, що комікси Teenage Mutant Ninja Turtles Adventures були засновані на мультсеріалі 1987, у них був представлений той самий клан Фут. У коміксах були представлені високотехнологічні солдати. Крім того, Шреддер збудував гігантського Фута під час протистояння з Воїном-драконом у Нью-Йорку. Робот був знищений, коли врізався у статую Свободи .

### IDW Publishing
У коміксах від видавництва IDW Publishing клан Фут існував з часів Феодальної Японії, де він був заснований Роніном на ім'я Такесі Тацуо, який був відданий своїм господарем. Чаклунка Кіцуне допомогла Тацуо одужати від важких поранень, отриманих під час замаху. Тацуо вигадав назву клану дивлячись на свою закривавлену ногу, також зцілену Кіцуне. Люди Тацуо повстали проти нього, дізнавшись, що той уклав договір із чаклункою. Тим не менш, Кіцуне прокляла вбивцю Тацуо на ім'я Орок Мадзі, внаслідок чого дух лідера клану Фут переродився в сина Мадзі на ім'я Орок Сакі. Засмучений спогадами Тацуо Ороку Сакі виріс тираном і перетворив клан Фут на могутню організацію, однак, після смерті Сакі клан втратив сильний керівник і став лише тінню самого себе.
У двадцять першому столітті Караї прагнула повернути клан до його колишньої величі. Надалі клан Фуд, який перебував під керівництвом Ороку Саки, який отримав безсмертя, став відомого як Шреддер, спробував розширити свій вплив у Нью-Йорку. З цією метою ніндзя збирали будь-які наукові здобутки, а також шукали нових піддослідних для впливу мутагену. До того ж, клан Фут уклав союз із позапросторовим воєначальником генералом Кренгом, який також хотів створити армію мутантів для досягнення своїх цілей. Напад ніндзя клану Фут на лабораторію союзника Кренга, Бакстера Стокмана, призвело до створення Черепашок-ніндзя та їхнього вчителя Сплінтера . Останній здолав Шреддера і став новим главою клану Фут, призначивши своїх синів Леонардо, Донателло та Рафаеля — тюнінами, своїми заступниками, тоді як Мікеланджело відмовився мати відношення до клану. Тим не менш, незважаючи на спроби повернути клан на шлях синобі, Сплінтер наказав стратити одного з його членів за зраду, чим відштовхнув Леонардо, Донателло і Рафаеля, які покинули клан і заснували свій власний клан Хамато, який очолив Леонардо.

## Телебачення

### Мультсеріал 1987 року
У мультсеріалі " Черепашки-ніндзя " 1987 року ніндзя клана Фут були замінені на роботів, щоб головні герої могли знищувати їх із серії в серію, не забираючи чиєсь життя (це було важливо для збереження дитячої аудиторії, оскільки батькам не подобалося надмірне). Фут був древнім кланом ніндзя, заснованим у Японії у 1583 році. Шреддер, переслідуваний Черепахами та Сплінтером, повернувся в минуле, щоб вплинути на створення клану. У 1583 році предок Шреддера Ороку Санчо очолював невелику групу ніндзя і Шреддер запропонував йому допомогу у пошуку магічного артефакту, який надасть необмежену силу та багатство. Тим часом предок Сплінтера Хамато Кодзі вирушив на пошуки того ж артефакту і відшукав його за допомогою свого нащадка та Черепах. Артефакт звільнив дракона, який попрямував до міста, що знаходиться поблизу. Сплінтер і Кодзі спробували зупинити його, тоді як Черепашки боролися зі Шреддером. Люди Санчо схопили Черепах і збиралися вбити їх, але в цей момент з'явився Кодзі верхи на драконі, якого він приручив. Побачивши це, Санчо в страху втік, а Кодзі запропонував очолити загін Санчо і заснувати клан Фут, названий так на честь відбитка драконової лапи, у якого він стояв, коли вимовляв свою промову. Проте, відповідно до серії «Вибух із минулого», клан Фут був заснований шляхетним воїном на ім'я Сибана-сама.
У 1960-х роках, в Японії, Ороку Сакі та Хамато Йосі були членами клану. Одного разу Сакі звинуватив Йосі у спробі замаху на сенсея клану, через що Йосі був затаврований ганьбою і переїхав до Нью-Йорка, завдяки чому Сакі вдалося досягти керівної посади. Здобувши владу, Сакі перетворив клан Фут на армію злочинців. Через роки Сакі, що діє під ім'ям Шреддер, переїхав до США і уклав союз з інопланетним воєначальником Кренгом. Він замінив людей із клану на роботів.
У якийсь момент Шреддер розглядав варіант створення розумніших механічних солдатів, здатних до навчання та прийняття самостійних рішень. Але ця витівка була швидко залишена, коли перший високоінтелектуальний прототип Альфа-1 повстав проти самого Шреддера.

### Серіал 1997 року
У серіалі " Черепашки-ніндзя: Наступна мутація " 1997 року клан Фут, як і у фільмі 1990 року, є вуличною бандою, серед якої складаються підлітки. Після того, як Венера перемогла Шреддера, Леонардо розплющив очі членам клану і той був розформований.

### Мультсеріал 2003 року
У мультсеріалі Черепашки-ніндзя 2003 року клан Фут був заснований представником раси Утромів на ім'я Ч'Релл, який почав діяти під ім'ям Ороку Сакі,

Логотип клану Фут у мультсеріалі " Черепашки-ніндзя " 2003 року.

легендарного воїна з Феодальної Японії, також відомого як Шреддер. Як символ клану Ч'Релл вибрав перевернуту емблему Трибуналу Ніндзя, що представляє собою лапу дракона. Протягом багатьох століть клан Фут став величезною могутністю, завоювавши Японію під керівництвом Шреддера і передавши владу Сегунату Токугава . Після того, як закляті вороги Ч'Релла Утроми перебралися до Нью-Йорка, той заснував американську філію клану і вирушив на їх пошуки. Крім рядових воїнів-ніндзя в його розпорядженні були: Елітні Ніндзя, що являють собою кращих воїнів Шреддера і його персональних охоронців, Ніндзя Містики, — таємничі істоти, що володіють магічними здібностями, Техно Фути, що володіли технологією невидимості, а також численні вчені. До того ж, Шреддер контролював вулиці міста за допомогою банди вуличних головорізів під назвою Пурпурні дракони. Після поразки Шреддера клан очолила Караї, яка відійшла від справ після того, як вирішила свої розбіжності з Черепашками-ніндзя. У 7 сезоні кланом керував майстер Кан, проте потім, у повнометражному фільмі " Черепашки назавжди " 2009 року, члени клану знову перейшли у підпорядкування Караї.

### Мультсеріал 2012 року
За версією мультсеріалу " Черепашки-ніндзя " 2012 року клан був заснований в Японії майстром бойових мистецтв на ім'я Кога Такудза, який використовував мечі своїх полеглих ворогів, щоб викувати шолом, що був міцнішим за сталі, назвавши його Куро Кабуто. Шолом Кабуто був символікою лідера клану Фут, що передавалася від імператора до правителя. Зрештою клан Фут вступить у тривалу війну проти клану Хамато. Конфлікт між ними досяг свого апогею в період життя Ороку Сакі та Хамато Йосі. Хоча вони були виховані як брати, Сакі виявив свою справжню спадщину як осиротілого члена клану Фут, і коли його кохана Тенг Шен вийшла заміж за Йосі, він випадково вбив її і залишив Хамато на межі смерті, рятуючи його маленьку дочку Хамато Міву. Зрештою Сакі піднявся ієрархією і став лідером клану.

### Мультсеріал 2018 року
Згідно з мультсеріалом " Еволюція Черепашок-ніндзя " 2018 року клан Фут був заснований за 500 років до початку основних подій і був мирним японським кланом, який процвітав під миролюбним керівництвом Ороку Сакі. Тим не менш, цей період добіг кінця, коли клан Фут увійшов у конфлікт з іншим кланом, і Сакі був змушений надіти прокляті обладунки Курої Єрої, щоб захистити своїх підданих. Незважаючи на перемогу, Сакі втратив свою душу через вплив обладунків, після чого його розум захопив демон Шреддер. З цього моменту Фут придбав репутацію жорстокого клану, що загрожує безпеці прилеглих сіл, проте, на шляху клану Фут став нещодавно заснований клан Хамато, заснований Хамато Караї, якій вдалося вигнати Шреддера в Сутінкове царство.

## Кіно

### Класична квадрологія
У першому і другому фільмах, клан Фут є групою злодіїв і вбивць, створену Шреддером в Японії, яка згодом перекочувала до Нью-Йорка. Крім своїх учнів із Японії, Шреддер завербував у угруповання безпритульних та важких підлітків. Його заступником став інший майстер ніндзюцу на ім'я Тацу. У фільмах на одязі членів клану розташоване кандзі Они (鬼), що перекладається як «демон» чи «огр». Самі по собі Фути не могли конкурувати в майстерності з Черепашками-ніндзя, проте їхня перша повноцінна битва призвела до того, що Рафаель був побитий до напівсмерті, а Черепашки, що залишилися, були змушені відступити. Один із Фут випадково закоротив проводку і квартира Ейпріл, разом із її магазином, спалахнули. У подальших битвах Черепахи швидко перемагали ніндзя із клану Фут. Після очевидної загибелі Шреддера та масових арештів чисельність клану різко скоротилася
У другому фільмі Тацу спробував стати повноправним лідером клану. Він відмовився від своїх претензій, коли Шреддер повернувся. Потім члени клану викрали професора Джордона Перрі з TGRI та змусили його створити мутаген, за допомогою якого Фут змогли створити двох воїнів-мутантів для битви з Черепахами. Це призвело до того, що звичайна черепаха і викрадений із зоопарку вовк стали антропоморфними тваринами на ім'я Токка та Розар . Незважаючи на те, що ці мутанти могли порівнювати з Черепахами, останні зуміли звернути мутацію назад і перетворити їх на нешкідливих тварин. Після цього Шреддер особисто прийняв мутаген і перетворився на Супер-Шреддера. Не встигнувши битися з Черепахами, він, мабуть, загинув, коли на нього обрушилися доки.
У четвертому фільмі новим лідером клану Фут стала Караї. На момент початку основних подій вони стали висококваліфікованими та вправними воїнами, які працюють за контрактом. Їх найняв Макс Уінтерс із метою захоплення 13 монстрів, які прибули до Нью-Йорка. Надалі вони дізналися про його намір відправити монстрів назад у їхній світ за допомогою порталу, а також про те, що кам'яні генерали Уінтерса зрадили його, замінивши 13-го монстра на Леонардо, щоб отримати нову армію монстрів і з її допомогою захопити Землю. Караї відхилила пропозицію генералів приєднатися до них, будучи вірною слову честі виконати зобов'язання перед Уінтерсом. Вона доручила своїм людям допомогти Ейпріл О'Ніл та Кейсі Джонсу захопити останнього монстра. Після успішного виконання місії, Караї та клан Фут мирно розлучилися з Черепахами, натякнувши на можливе повернення Шреддера.

### Дилогія-перезапуск
У фільмі 2014 року клан Фут представлений як сучасна, американська, терористична організація . Крім Шреддера та Караї, у фільмі також з'явився Ерік Сакс, учень Шреддера, колишній партнер отця Ейпріл О'Ніл та генеральний директор «Sacks Industries». Замість воїнів-ніндзя в однакових чорних костюмах вони зображені як озброєні найманці, що носять чорне військово-спорядження та маски в стилі кабуки для приховування особистостей.
У сіквелі 2016 року ніндзя клану Фут під керівництвом Бакстера Стокмана звільнили Шреддера під час його перевезення до в'язниці. Після того, як Кренг зустрівся зі Шреддером і розповів йому про пристрій, який принесе Технодром на Землю, Шреддер і Караї найняли в'язнів, що втекли , Бібопа і Рокстеді, щоб ті допомогли їм у пошуках частин пристрою.

### Інші фільми
В анімаційному фільмі " Бетмен проти Черепашок-ніндзя " 2019 року було згадано, що засновниками клану були двоє чоловіків на ім'я Сато та Осі. Клан Фут об'єднав зусилля з Лігою вбивць на чолі з Ра'с аль Гулом, щоб за допомогою технології «Wayne Enterprises» розпорошити суміш мутагена та отрути Джокера над Готем-Сіті . Частина членів клану матували в антропоморфних звірів, включаючи голуба та тиранозавра.

## Відеоігри
Ніндзя клану Фут є регулярними противниками Черепашок-ніндзя в іграх за мотивами франшизи .
У Teenage Mutant Ninja Turtles: Mutant Melee (2005) і Teenage Mutant Ninja Turtles: Smash-Up (2009) вони представлені як грабельні персонажі.

## Товари
- У 2019 році NECA випустила фігурку члена клану Фут на основі його появи у фільмі 1990[12] .
- У 2022 Super7 випустила фігурку члена клану Фут на основі його появи з мультсеріалу 1987[13] .

## Критика
Розглядаючи версію клану Фут з фільму 1990 року Пітер Фогль охарактеризував його членів-підлітків як «напрочуд похмуре уявлення про молодь Нью-Йорка, яка настільки зіпсована і позбавлена будь-якої моралі, що вважають за краще слідувати за японським босом-гангстером, замість того, щоб прислухатися до японського боса-гангстера. до представників покоління своїх батьків». Рецензент дійшов висновку, що це культурно-песимістичне бачення здається неправдоподібним лише на перший погляд з огляду на фактичні випадки, коли молодь із західних країн приєдналася до Ісламської держави . Також Фогель зазначив, що корінь проблеми, показаної у всесвіті Teenage Mutant Ninja Turtles, прийшов з-за кордону в особі Шреддера та його поплічників. На думку Фогеля творці фільму, навіть якщо вони самі того не знали, порушили такі актуальні питання як міська злочинність, вплив на молоде покоління та міграція. .